# Lista de emissoras de televisão do Ceará
Esta é uma lista de emissoras de televisão do estado brasileiro do Ceará. São 22 emissoras concessionadas pela ANATEL. Pela lei, uma Retransmissora de Televisão (RTV) fora da Amazônia Legal pode gerar programação local limitada e não pode vender espaços comerciais, e uma emissora do Serviço Especial de Televisão por Assinatura (TVA) só pode exibir programação temporariamente durante o dia (caso da TV Capital, porém não obedecido uma vez que a emissora transmite 24h). As emissoras podem ser classificadas pelo nome, canal analógico, canal digital, cidade de concessão, sede, razão social, afiliação e prefixo.

## Canais abertos
| Nome                   | CA | CD      | Concessão         | Sede              | Razão social                                                           | Afiliação                                             | Prefixo |
| ---------------------- | -- | ------- | ----------------- | ----------------- | ---------------------------------------------------------------------- | ----------------------------------------------------- | ------- |
| Alece TV               | —  | 31      | Fortaleza         | Fortaleza         | Governo do Estado do Ceará - Assembleia Legislativa do Estado do Ceará | Independente                                          | ZYA 436 |
| Band Ceará             | —  | 20 (21) | Fortaleza         | Fortaleza         | Rádio e Televisão Bandeirantes Ltda.                                   | Band                                                  | RTV     |
| Canal FDR              | —  | 48 (47) | Fortaleza         | Fortaleza         | Fundação Demócrito Rocha                                               | Canal Futura .2 O Povo                                | ZYA 438 |
| NordesTV               | —  | 48 (39) | Sobral            | Fortaleza         | TV Sobral Ltda.                                                        | Independente                                          | ZYA 441 |
| RedeTV! Fortaleza      | —  | 2 (34)  | Fortaleza         | Fortaleza         | TV Ômega Ltda.                                                         | RedeTV!                                               | ZYP 484 |
| TV Café com Leitte     | —  | 16      | Juazeiro do Norte | Juazeiro do Norte | Prorad Projetos de Radiodifusão e Telecomunicações Ltda.               | TV Meio                                               | RTV     |
| TV Câmara Fortaleza    | —  | 7 (30)  | Fortaleza         | Fortaleza         | Câmara dos Deputados                                                   | .1 TV Câmara .3 Alece TV .4 TV Senado .5 Rádio Câmara | ZYP 296 |
| TV Capital             | —  | 9 (41)  | Fortaleza         | Fortaleza         | Raimundo Anselmo Lima Mororó e Cia. Ltda.                              | Independente                                          | ZYA 431 |
| TV Ceará               | —  | 5 (28)  | Fortaleza         | Fortaleza         | Fundação de Teleducação do Estado do Ceará-FUNTELC                     | TV Brasil TV Cultura                                  | ZYA 428 |
| TV Cidade              | —  | 8 (32)  | Fortaleza         | Fortaleza         | TV Cidade de Fortaleza Ltda.                                           | RecordTV                                              | ZYP 267 |
| TV da Gente            | —  | 25      | Pacajus           | Fortaleza         | Fundação Educativa Eduardo Sá                                          | Independente                                          | ZYA 440 |
| TV Diário              | —  | 22 (23) | Fortaleza         | Fortaleza         | TV Diário Ltda.                                                        | Independente                                          | ZYA 432 |
| TV Jangadeiro          | —  | 12 (35) | Fortaleza         | Fortaleza         | TV Jangadeiro Ltda.                                                    | SBT                                                   | ZYA 430 |
| TV Metrópole           | —  | 16      | Caucaia           | Caucaia           | Fundação José Possidônio Peixoto                                       | Canal Educação                                        | ZYA 439 |
| TV Metrópole Sobral    | —  | 46      | Sobral            | Sobral            | Fundação José Possidônio Peixoto                                       | Canal Educação                                        | ZYP 485 |
| TV Padre Cícero        | —  | 7 (20)  | Juazeiro do Norte | Juazeiro do Norte | Senado Federal                                                         | .1 TV Senado .3 TV Assembleia .4 TV Câmara            | ZYP 321 |
| TV Sinal               | 7  | 14      | Aracati           | Aracati           | Fundação Vale do Jaguaribe                                             | TV Cultura                                            | ZYA 434 |
| TV Terra do Sol        | —  | 42      | Fortaleza         | Fortaleza         | Prefeitura Municipal de Fortaleza                                      | Independente                                          | —       |
| TV União               | —  | 17 (18) | Fortaleza         | Fortaleza         | Rede União de Rádio e Televisão Ltda.                                  | Independente                                          | ZYA 426 |
| TV Verde Vale          | —  | 13 (46) | Juazeiro do Norte | Juazeiro do Norte | Fundação 15 de Agosto                                                  | Independente                                          | ZYA 435 |
| TV Verdes Mares        | —  | 10 (33) | Fortaleza         | Fortaleza         | Televisão Verdes Mares Ltda.                                           | TV Globo                                              | ZYA 425 |
| TV Verdes Mares Cariri | —  | 9 (33)  | Juazeiro do Norte | Juazeiro do Norte | TV Norte do Ceará Ltda.                                                | TV Globo                                              | ZYA 437 |

### Extintos
| Nome                  | Canal | Cidade de concessão | Período de existência |
| --------------------- | ----- | ------------------- | --------------------- |
| TV Ceará              | 2     | Fortaleza           | 1960-1980             |
| TV Manchete Fortaleza | 2     | Fortaleza           | 1984-1999             |
| TV Canaã              | 25    | Fortaleza           | 2011-2012             |
| TV Metrópole Pacajus  | 42    | Pacajus             | 2013-2014             |
| TV Sinal Tauá         | 40    | Tauá                | Desconhecido          |

## Canais fechados
- TV Unifor